# Jääsjärvi
Le Jääsjärvi est un lac est situé à Hartola et Joutsa, dans les régions de Finlande centrale et du Päijät-Häme. 

## Présentation
Le Jääsjärvi à une superficie de 81,11 km². 
Sa surface est à une altitude de 92,3 mètres.
Le lac compte des dizaines d'îles dont les plus grandes sont Vehkasalo, Hirtesalo, Kotisalo, Ohrasaari, Urrionsaari, Nautsalo.
Les îles de Vehkasalo, Hirtesalo et Ohrasaari sont reliées à la terre ferme.
Le Jääsjärvi fait partie de la voie fluviale de Sysmä (fi). 
Le Suontee s'écoule dans le Jääsjärvi par le Viheri (fi). 
Le Jääsjärvi s'écoule par la Tainionvirta et par quelques petits lacs dans le Päijänne.